# Verfassungsgerichtshof für das Land Nordrhein-Westfalen

Stellung im Staat

Der Verfassungsgerichtshof für das Land Nordrhein-Westfalen (VerfGH NRW) ist das Verfassungsgericht des Landes Nordrhein-Westfalen. Es hat seinen Sitz im westfälischen Münster. Seit Juni 2021 steht Barbara Dauner-Lieb als Präsidentin an der Spitze des Gerichts.

## Verfassungsrechtliche Grundlagen
Die Befugnisse und Aufgaben des Verfassungsgerichtshofes sind im Fünften Abschnitt des Dritten Teils der Verfassung für das Land Nordrhein-Westfalen geregelt: Der Verfassungsgerichtshof entscheidet
- über den Ausschluss von Vereinigungen und Personen von der Beteiligung an Wahlen und Abstimmungen,
- über Beschwerden im Wahlprüfungsverfahren bei Landtagswahlen,
- über Beschwerden von Vereinigungen gegen ihre Nichtanerkennung als Partei für die Wahl zum Landtag,
- über die Anrufung gegen die Entscheidung der Landesregierung über die Zulässigkeit eines Volksbegehrens,
- über die Auslegung der Landesverfassung aus Anlass von Streitigkeiten zwischen obersten Landesorganen oder Teilen dieser Organe (Organstreitigkeiten),
- bei Meinungsverschiedenheiten oder Zweifeln über die Vereinbarkeit von Landesrecht mit der Landesverfassung (abstrakte Normenkontrolle),
- über die Vereinbarkeit eines Gesetzes mit der Landesverfassung auf Vorlage eines Gerichts, für dessen Entscheidung es auf die Gültigkeit des Gesetzes ankommt (konkrete Normenkontrolle),
- über Verfassungsbeschwerden von Gemeinden und Kreisen, mit denen diese eine Verletzung ihres durch die Landesverfassung eingeräumten Rechts auf Selbstverwaltung geltend machen (kommunale Verfassungsbeschwerde),
- über Verfassungsbeschwerden von Bürgerinnen und Bürgern (Individualverfassungsbeschwerde) und
- in sonstigen durch Gesetz zugewiesenen Fällen.

## Verfassungsbeschwerden von Bürgern
Bürger und Einwohner haben seit dem 1. Januar 2019 die Möglichkeit, vor dem Verfassungsgerichtshof für das Land Nordrhein-Westfalen eine Verfassungsbeschwerde mit der Behauptung zu erheben, durch einen Akt aller drei Gewalten des Landes Nordrhein-Westfalen in einem durch die Landesverfassung gewährleisteten Grundrecht verletzt zu sein. Hiervon ausgenommen sind Entscheidungen, die aufgrund von Bundesrecht getroffen worden sind, es sei denn, es geht um die Anwendung von Prozessrecht des Bundes durch ein Gericht des Landes.
Der Verfassungsgerichtshof hat in den Monaten Januar bis Juni 2019 neun Verfahren entschieden und veröffentlicht, darunter vier Eilverfahren.

## Bekannte Entscheidungen

### Individualverfassungsbeschwerden
Die 1. Verfassungsbeschwerde erhob am 7. Februar 2019 ein Beschwerdeführer in Untersuchungshaft, der vortrug, die Strafgerichte hätten nicht hinreichend geprüft, dass für ihn keine Fluchtgefahr bestünde und ihre Entscheidungen nicht ausreichend begründet. Der Verfassungsgerichtshof teilte diese Kritik nicht und wies die Beschwerde zurück.
Erfolgreich war die 2. Verfassungsbeschwerde, die eine blinde Beschwerdeführerin erhob. Sie wollte Blindengeld vor den Verwaltungsgerichten erstreiten, die ihr aber Prozesskostenhilfe versagten. Auf die Verfassungsbeschwerde hin hob der Verfassungsgerichtshof die Entscheidungen erster und zweiter Instanz auf und verwies das Verfahren an das Verwaltungsgericht Köln zur erneuten Prüfung zurück.

### Kommunale Verfassungsbeschwerden

#### Klage gegen Stärkungspaktgesetz
Im Mai 2016 wurde die Klage von 70 Städten und Gemeinden gegen das Stärkungspaktgesetz Stadtfinanzen vom Verfassungsgerichtshof wegen Eingriffs in die Finanzhoheit der Kommunen abgewiesen, weil die finanziellen Belastungen für die betroffenen Gemeinden zumutbar seien.

## Zusammensetzung

### Regeln für die Zusammensetzung
Die Zusammensetzung des Verfassungsgerichtshofs für das Land Nordrhein-Westfalen ist in Artikel 76 der Verfassung des Landes Nordrhein-Westfalen geregelt:
Der Verfassungsgerichtshof setzte sich bis 2017 aus dem Präsidenten des Oberverwaltungsgerichts, den beiden lebensältesten Oberlandesgerichtspräsidenten des Landes und vier vom Landtag auf die Dauer von sechs Jahren gewählten Mitgliedern (von denen die Hälfte die Befähigung zum Richteramt oder zum höheren Verwaltungsdienst haben musste) zusammen.
Seit dem 1. Juli 2017 werden alle sieben Mitglieder und ihre Stellvertreter vom Landtag mit Zweidrittelmehrheit für zehn Jahre gewählt, wobei die Wiederwahl ausgeschlossen ist und nur Personen mit Befähigung zum Richteramt gewählt werden können. Drei Mitglieder und ihre Stellvertreter müssen Berufsrichter sein. Die Amtszeit der unmittelbar vor Inkrafttreten der Änderung amtierenden Richter bleibt unberührt.
Seit Juni 2021 ist Barbara Dauner-Lieb Präsidentin des Verfassungsgerichtshofs.

### Aktuelle Mitglieder
| Name                                 | Lebensdaten   | Beginn der Amtszeit |
| ------------------------------------ | ------------- | ------------------- |
| Barbara Dauner-Lieb (Präsidentin)    | 28. Apr. 1955 | Juni 2021           |
| Andreas Heusch (Vizepräsident)       | 29. Mai 1964  | Juli 2014           |
| Bernd Grzeszick (Wahlmitglied)       | 23. Dez. 1965 | Juni 2021           |
| Joachim Wieland (Wahlmitglied)       | 30. Juli 1951 | Mai 2006            |
| Claudio Nedden-Boeger (Wahlmitglied) | 13. Jan. 1966 | Juni 2012           |
| Dirk Gilberg (Wahlmitglied)          | 29. Mai 1964  | Jan. 2020           |
| Matthias Röhl (Wahlmitglied)         | 15. Juli 1969 | März 2018           |

### Präsidenten
- 1952–1959: Paulus van Husen, Gründungspräsident
- 1959–1969: Wilhelm Pötter
- 1969–1987: Diether Bischoff
- 1987–1994: Max Josef Dietlein
- 1994–2013: Michael Bertrams
- 2013–2021: Ricarda Brandts
- seit 2021: Barbara Dauner-Lieb

### Frühere Mitglieder
- Hilke Brossok von 1994 bis 2006
- Hans Brox von 1964 bis 1994
- Christiane Fleischer von 2013 bis 2014
- Renate Jaeger vom 12. Mai 1988 bis zum 23. März 1994[10]
- Nadine Klass von 2012 bis 2018
- Wolfgang Löwer von 2006 bis 2014
- Anne-José Paulsen von 2003 bis 2005 und von 2008 bis 2018, Vizepräsidentin von 2008 bis 2018
- Bernhard Schlink von 1987 bis 2005
- Margarete Gräfin von Schwerin von 2017 bis 2019, Vizepräsidentin von 2018 bis 2019
- Klaus Stern von 1976 bis 2000
- Peter J. Tettinger von 1995 bis 2005

## Vergütung
Die Mitglieder des Verfassungsgerichtshofs und ihre Stellvertreter üben ihre Tätigkeit nebenamtlich aus. Sie erhalten eine monatliche Entschädigung und ein Sitzungsgeld pro Sitzungstag, sowie Reisekostenvergütung (VerfGHG NW, §9).

## Sitz und Geschäftsstelle

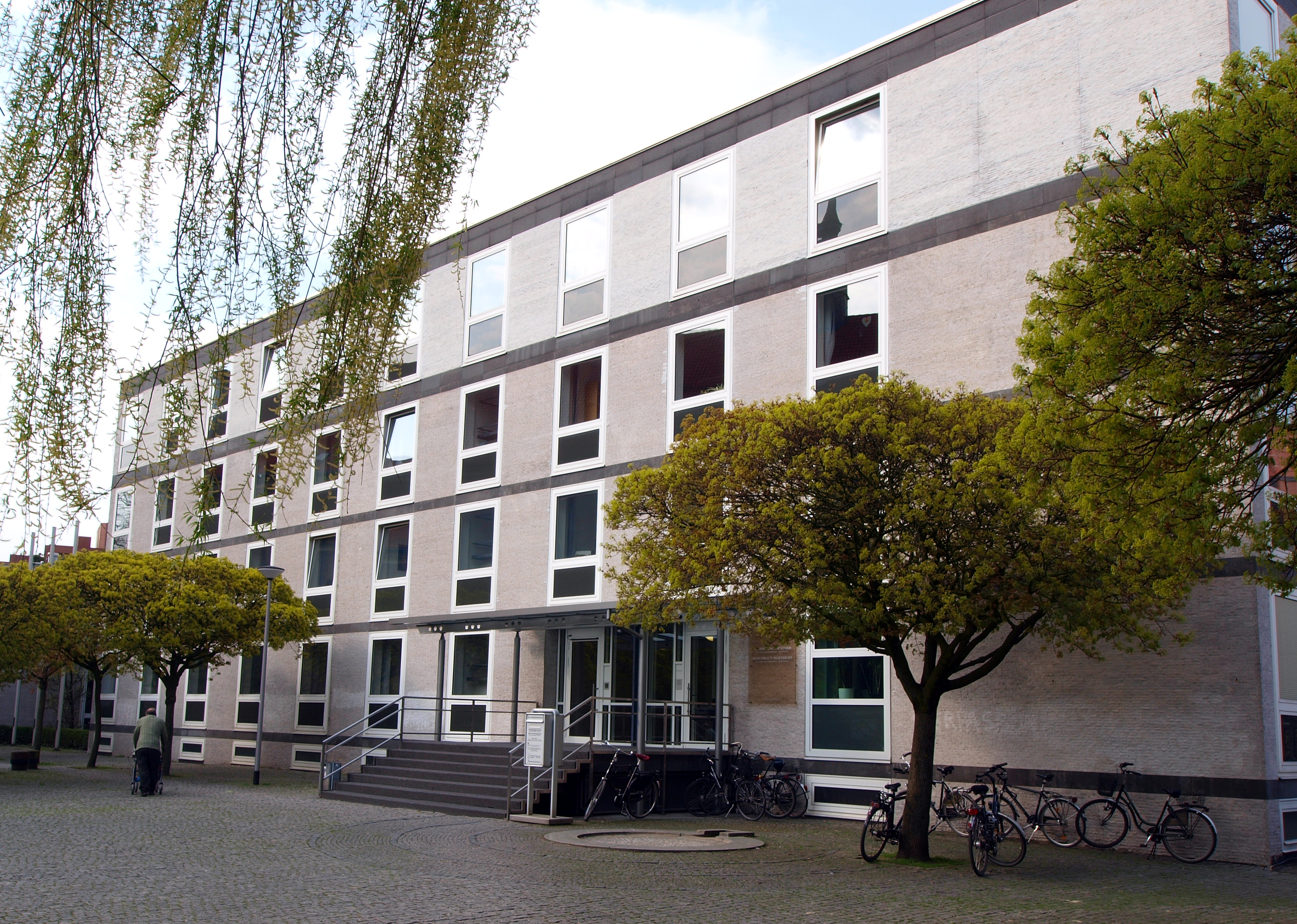
Verfassungsgerichtshof in Münster

Das Gericht hat seinen Sitz in Münster.
Bis 2022 teilte es sich mit dem Oberverwaltungsgericht (OVG) das Gebäude am Aegidiikirchplatz 5. Seither befindet sich der Sitz im benachbarten Gebäude in der Königsstraße 51–53. Mangels Sitzungssaals finden Verhandlungen und Urteilsverkündungen jedoch weiterhin im alten Gebäude statt. Perspektivisch ist jedoch geplant, alle Räumlichkeiten des Verfassungsgerichtshofs in einem repräsentativen Gebäude unterzubringen. Zunächst war geplant, neben dem Oberverwaltungsgericht auf einem bisherigen Parkplatz einen Neubau zu errichten. Mittlerweile ist jedoch ein Umzug in das historische Von-Vincke-Haus am Domplatz 36 geplant, das bisher von der Bezirksregierung Münster genutzt wird und dazu erweitert und saniert werden soll.
Gemäß § 11 Verfassungsgerichtsgesetz kann der VGH auf die Geschäftseinrichtungen des OVG zurückgreifen. Nach § 3 der Geschäftsordnung hat der VGH von diesem Recht Gebrauch gemacht. Der VGH lässt seine Geschäftsstelle von der des OVG unterstützen.